# NGC 3426
NGC 3426 је спирална галаксија у сазвежђу Лав која се налази на NGC листи објеката дубоког неба.
Деклинација објекта је + 18° 28' 52" а ректасцензија 10h 51m 41,7s. Привидна величина (магнитуда) објекта NGC 3426 износи 13,2 а фотографска магнитуда 14,0. NGC 3426 је још познат и под ознакама UGC 5975, MCG 3-28-20, CGCG 95-46, ARAK 262, PGC 32577.